# Амаций
Амаций или Херофил, Псевдо-Марий (на латински: Amatius или Herophilus, Heròfil; Pseudomarius) e самозванец. Претендира да е син или внук на римския военачалник Гай Марий
След смъртта на Юлий Цезар през 44 пр.н.е. той се появява и се представя за син на Марий. Сенатът разкрива лъжата и той е екзекутиран. Според Валерий Максим името му е Херофил.